# Сиди-Ифни
Сиди-Ифни (араб. سيدي إفني‎) — город в области Сус-Масса-Драа, Марокко. Входит в состав провинции Сиди-Ифни. Расположен на берегу Атлантического океана. Рыболовецкий порт. В городе проживают в основном представители берберского народа шильх. Население — 20 051 чел. (по переписи 2004 года).
Основу экономики составляют рыболовство, разведение верблюдов, овец и коз.

## Климат
Климат весьма засушливый, тёплый.
| Показатель | Янв. | Фев. | Март | Апр. | Май | Июнь | Июль | Авг. | Сен. | Окт. | Нояб. | Дек. | Год |
| --- | ---- | ---- | ---- | ---- | --- | ---- | ---- | ---- | ---- | ---- | ----- | ---- | --- |
| Абсолютный максимум, °C | 32   | 31   | 38   | 39   | 42  | 31   | 46   | 41   | 38   | 39   | 37    | 31   | 46  |
| Средний суточный максимум, °C | 18   | 19   | 20   | 21   | 21  | 22   | 23   | 23   | 23   | 23   | 23    | 20   | 22  |
| Средняя температура, °C | 14   | 15   | 16   | 18   | 18  | 19   | 20   | 20   | 20   | 19   | 19    | 16   | 18  |
| Средний суточный минимум, °C | 11   | 12   | 13   | 15   | 15  | 16   | 17   | 17   | 17   | 16   | 15    | 13   | 15  |
| Абсолютный минимум, °C | 4    | 7    | 9    | 9    | 9   | 12   | 12   | 10   | 13   | 11   | 7     | 5    | 4   |
| Норма осадков, мм | 20   | 20   | 10   | 10   | 0   | 0    | 0    | 0    | 0    | 0    | 20    | 40   | 160 |
| Источник: http://www.weatherbase.com/weather/weather.php3?s=6006&refer=wikipedia&cityname=Sidi-Ifni-Souss-Massa-Dr%E2a-Morocco&units=metric |      |      |      |      |     |      |      |      |      |      |       |      |     |

## История
Город был основан в 1476 г. испанцами под руководством Диего Гарсии де Эррера под названием Санта-Крус-де-ла-Мар-Пекенья. Однако в 1524 г. эти земли отошли под власть марокканских правителей. Они владели городом вплоть до 1860 года, когда испанцы восстановили здесь своё господство по Тетуанскому договору, подведшему итог испано-марокканской войны 1859-1860 годов. Тем не менее, полностью Испания утвердилась в Сиди-Ифни только в 1934 году. В 1946 г. Ифни был включён в состав Испанской Западной Африки, а в 1958 г. получил статус отдельной провинции и собственного генерал-губернатора. В 1950-х гг. до 60% населения города составляли испанцы.
В 1956 году Марокко получило независимость, объединились французская и испанская части страны. Однако, Ифни оставался под управлением испанской стороны до второй половины 1960-х гг. В 1966 году Испания и Марокко заключили соглашение о передаче последнему Сиди-Ифни, что и состоялось тремя годами позже.
В настоящее время большинство жителей составляют мусульмане. Ранее в городе имелась значительная иудейская община, однако в наши дни иудеи либо ассимилировались с местным населением, либо эмигрировали в Израиль.

## Фотогалерея
- Дворец губернатора
- Пляж Легзира (каменная арка рухнула в сент. 2016)
- Пляж Легзира
- Мечеть
- Пляж Сиди-Ифни
- Аргания
- Плоды опунции индийской
- Плоды опунции индийской
- Рыболовецкий порт